# Froidchapelle
Froidchapelle là một đô thị ở tỉnh Hainaut. Tại thời điểm ngày 1 tháng 1 năm 2006 Froidchapelle có dân số 3.626 người. Tổng diện tích là 86,03 km² với mật độ dân số là 42 người trên mỗi km².